# Frank Bagnack
Macky Frank Bagnack Mouegni (Yaoundé, 7 giugno 1995) è un calciatore camerunese, difensore del TSC Bačka Topola.

## Caratteristiche tecniche
Agisce da difensore centrale, ma in caso di necessità può adattarsi a terzino destro. Aggressivo negli interventi difensivi - dote che lo porta a commettere falli evitabili - è in grado di impostare l'azione dalle retrovie.

## Carriera

### Club
Muove i suoi primi passi in Camerun, nella Samuel Eto'o Academy, scuola calcio dell'asso camerunense. Nel 2008, all'età di 13 anni viene tesserato dal Barcellona, che lo inserisce nel proprio settore giovanile.
Rescisso il contratto con i catalani, nel 2016 viene aggregato alla formazione riserve del Nantes. Il 31 agosto 2016 si accorda con il Saragozza, nella seconda serie spagnola. Il 27 luglio 2020 - dopo una parentesi di due anni in Slovenia - firma un triennale con il Partizan.

### Nazionale
Il 23 dicembre 2014 il CT Volker Finke lo inserisce nella lista dei 23 convocati alla Coppa d'Africa 2015. Esordisce in nazionale il 7 gennaio 2015 contro la RD del Congo in amichevole, sostituendo Raoul Loé ad inizio ripresa.

## Statistiche

### Presenze e reti nei club
Statistiche aggiornate al 15 ottobre 2022.
| Stagione               | Squadra                | Campionato             | Campionato | Campionato | Coppe nazionali | Coppe nazionali | Coppe nazionali | Coppe continentali | Coppe continentali | Coppe continentali | Altre coppe | Altre coppe | Altre coppe | Totale | Totale |
| Stagione               | Squadra                | Comp                   | Pres       | Reti       | Comp            | Pres            | Reti            | Comp               | Pres               | Reti               | Comp        | Pres        | Reti        | Pres   | Reti   |
| ---------------------- | ---------------------- | ---------------------- | ---------- | ---------- | --------------- | --------------- | --------------- | ------------------ | ------------------ | ------------------ | ----------- | ----------- | ----------- | ------ | ------ |
| 2012-2013              | Barcellona B           | SD                     | 1          | 0          | -               | -               | -               | -                  | -                  | -                  | -           | -           | -           | 1      | 0      |
| 2013-2014              | Barcellona B           | SD                     | 24         | 1          | -               | -               | -               | -                  | -                  | -                  | -           | -           | -           | 24     | 1      |
| 2014-2015              | Barcellona B           | SD                     | 18         | 0          | -               | -               | -               | -                  | -                  | -                  | -           | -           | -           | 18     | 0      |
| 2015-gen. 2016         | Barcellona B           | SDB                    | 0          | 0          | -               | -               | -               | -                  | -                  | -                  | -           | -           | -           | 0      | 0      |
| Totale Barcellona B    | Totale Barcellona B    | Totale Barcellona B    | 43         | 1          |                 | -               | -               |                    | -                  | -                  |             | -           | -           | 43     | 1      |
| gen.-giu. 2016         | Nantes 2               | CFA                    | 7          | 0          | -               | -               | -               | -                  | -                  | -                  | -           | -           | -           | 7      | 0      |
| ago. 2016              | Nantes 2               | CFA                    | 1          | 0          | -               | -               | -               | -                  | -                  | -                  | -           | -           | -           | 1      | 0      |
| Totale Nantes 2        | Totale Nantes 2        | Totale Nantes 2        | 8          | 0          |                 | -               | -               |                    | -                  | -                  |             | -           | -           | 8      | 0      |
| ago. 2016-2017         | Real Saragozza         | SD                     | 7          | 0          | CR              | 1               | 0               | -                  | -                  | -                  | -           | -           | -           | 8      | 0      |
| 2017-2018              | Admira Wacker          | BL                     | 1          | 0          | CA              | 0               | 0               | -                  | -                  | -                  | -           | -           | -           | 1      | 0      |
| 2018-2019              | Olimpia Lubiana        | 1.SNL                  | 23         | 1          | CS              | 4               | 0               | UCL+UEL            | 2+3                | 0                  | -           | -           | -           | 32     | 1      |
| 2019-2020              | Olimpia Lubiana        | 1.SNL                  | 25         | 1          | CS              | 1               | 0               | UEL                | 4                  | 0                  | -           | -           | -           | 30     | 1      |
| Totale Olimpia Lubiana | Totale Olimpia Lubiana | Totale Olimpia Lubiana | 48         | 2          |                 | 5               | 0               |                    | 9                  | 0                  |             | -           | -           | 62     | 2      |
| 2020-2021              | Partizan               | SL                     | 16         | 0          | CS              | 0               | 0               | UEL                | 2                  | 0                  | -           | -           | -           | 18     | 0      |
| lug.-dic. 2021         | Qaýrat                 | QPL                    | 6          | 0          | QK              | 5               | 0               | UCL+UEL+UECL       | 1+1+8              | 1+0+0              | QS          | -           | -           | 21     | 1      |
| 2022                   | Qaýrat                 | QPL                    | 8          | 0          | QK              | 2               | 0               | UECL               | 2                  | 0                  | QS          | 1           | 0           | 13     | 0      |
| Totale Qaýrat          | Totale Qaýrat          | Totale Qaýrat          | 14         | 0          |                 | 7               | 0               |                    | 12                 | 1                  |             | 1           | 0           | 34     | 1      |
| Totale carriera        | Totale carriera        | Totale carriera        | 137        | 3          |                 | 13              | 0               |                    | 23                 | 1                  |             | 1           | 0           | 174    | 4      |

### Cronologia presenze e reti in nazionale
| Cronologia completa delle presenze e delle reti in nazionale ― Camerun | Cronologia completa delle presenze e delle reti in nazionale ― Camerun | Cronologia completa delle presenze e delle reti in nazionale ― Camerun | Cronologia completa delle presenze e delle reti in nazionale ― Camerun | Cronologia completa delle presenze e delle reti in nazionale ― Camerun | Cronologia completa delle presenze e delle reti in nazionale ― Camerun | Cronologia completa delle presenze e delle reti in nazionale ― Camerun | Cronologia completa delle presenze e delle reti in nazionale ― Camerun |
| Data                                                                   | Città                                                                  | In casa                                                                | Risultato                                                              | Ospiti                                                                 | Competizione                                                           | Reti                                                                   | Note                                                                   |
| ---------------------------------------------------------------------- | ---------------------------------------------------------------------- | ---------------------------------------------------------------------- | ---------------------------------------------------------------------- | ---------------------------------------------------------------------- | ---------------------------------------------------------------------- | ---------------------------------------------------------------------- | ---------------------------------------------------------------------- |
| 7-1-2015                                                               | Yaoundé                                                                | Camerun                                                                | 1 – 1                                                                  | RD del Congo                                                           | Amichevole                                                             | -                                                                      | 46’                                                                    |
| 10-1-2015                                                              | Libreville                                                             | Camerun                                                                | 1 – 1                                                                  | Sudafrica                                                              | Amichevole                                                             | -                                                                      |                                                                        |
| 16-11-2020                                                             | Maputo                                                                 | Mozambico                                                              | 0 – 2                                                                  | Camerun                                                                | Qual. Coppa d'Africa 2021                                              | -                                                                      | 83’                                                                    |
| 26-3-2021                                                              | Praia                                                                  | Capo Verde                                                             | 3 – 1                                                                  | Camerun                                                                | Qual. Coppa d'Africa 2021                                              | -                                                                      |                                                                        |
| Totale                                                                 |                                                                        | Presenze                                                               | 4                                                                      |                                                                        | Reti                                                                   | 0                                                                      |                                                                        |

## Palmarès

### Club

#### Competizioni nazionali
- Coppa di Slovenia: 1

Olimpia Lubiana: 2018-2019
- Coppa del Kazakistan: 1

Qaýrat: 2021